# Нерха (Иркутская область)
Нерха — деревня в Нижнеудинском районе Иркутской области. Административный центр и единственный населённый пункт Нерхинского муниципального образования.

## География
Посёлок находится в 97 км от Шумского.

## Население
| 2002 | 2010 | 2011 | 2012 | 2013 | 2014 | 2015 |
| ---- | ---- | ---- | ---- | ---- | ---- | ---- |
| 217  | ↗220 | ↘219 | ↗221 | ↗223 | ↗234 | ↘232 |
| 2016 | 2017 |      |      |      |      |      |
| ↗236 | ↘232 |      |      |      |      |      |

По данным Всероссийской переписи населения 2010 года население НП составило 220 человек